# Herb gminy Ruda Maleniecka
Herb gminy Ruda Maleniecka – jeden z symboli gminy Ruda Maleniecka, autorstwa Krzysztofa Dorcza, ustanowiony 29 kwietnia 2011.

## Wygląd i symbolika
Herb przedstawia na tarczy w polu zielonym uszczerbione (o jedno dzwono dolne) koło wodne złote, pod którym takiż karp.
Koło wodne nawiązuje do przemysłu, który rozwijał się na terenie dzisiejszej gminy w ramach Zagłębia Staropolskiego. Jednocześnie nawiązano do herbu powiatu koneckiego, na którego terenie leży gmina. Karp to symbol blisko stuletniej tradycji rybołówstwa jako jednego z zajęć mieszkańców gminy, w szczególności nawiązuje on do działalności miejscowej Stacji Doświadczalnej Rybackiej i jej wkładu w wyhodowanie "karpia królewskiego".